# 山梨県道810号雨畑大島線

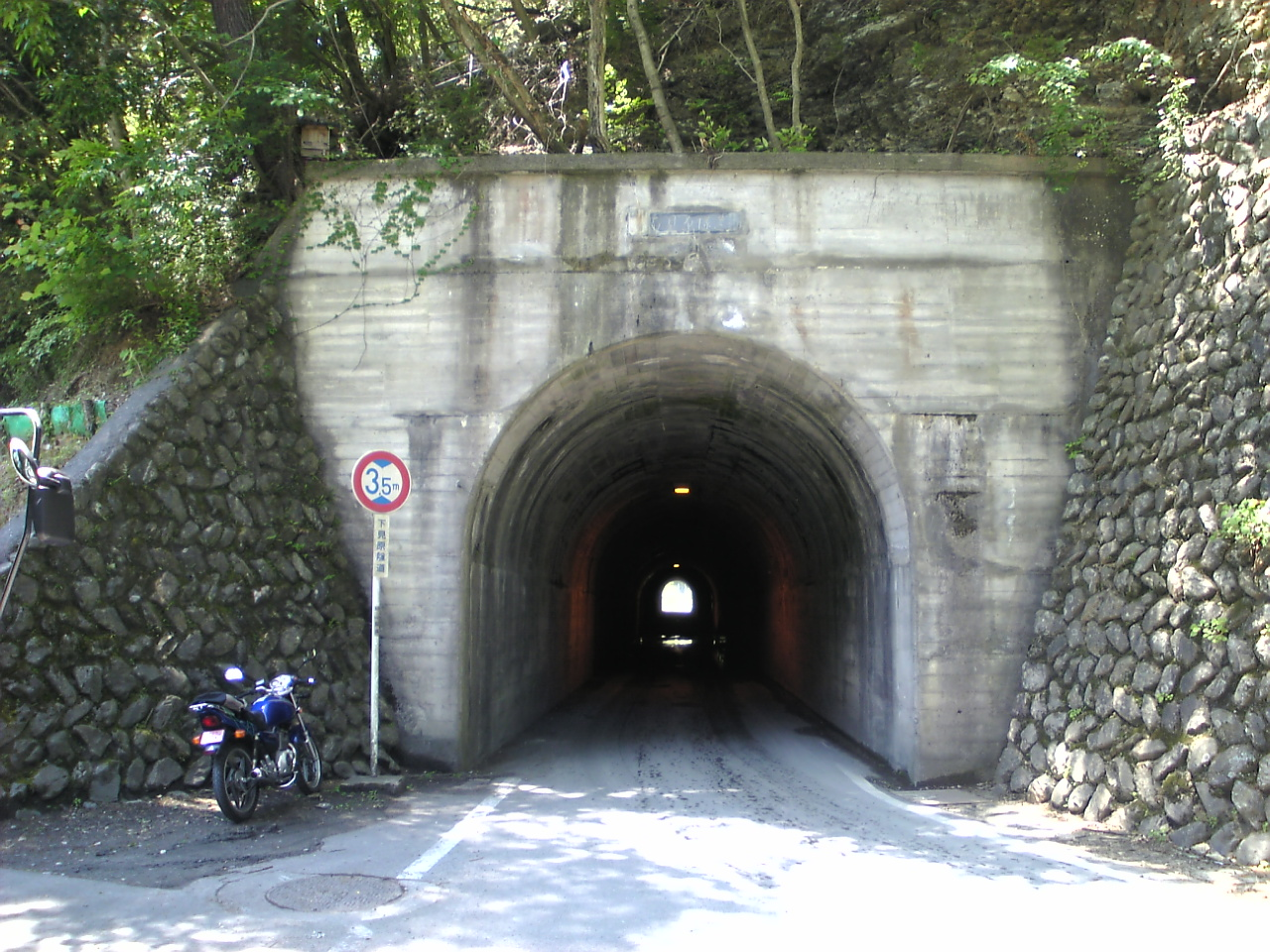
下見原トンネル（2010年6月）

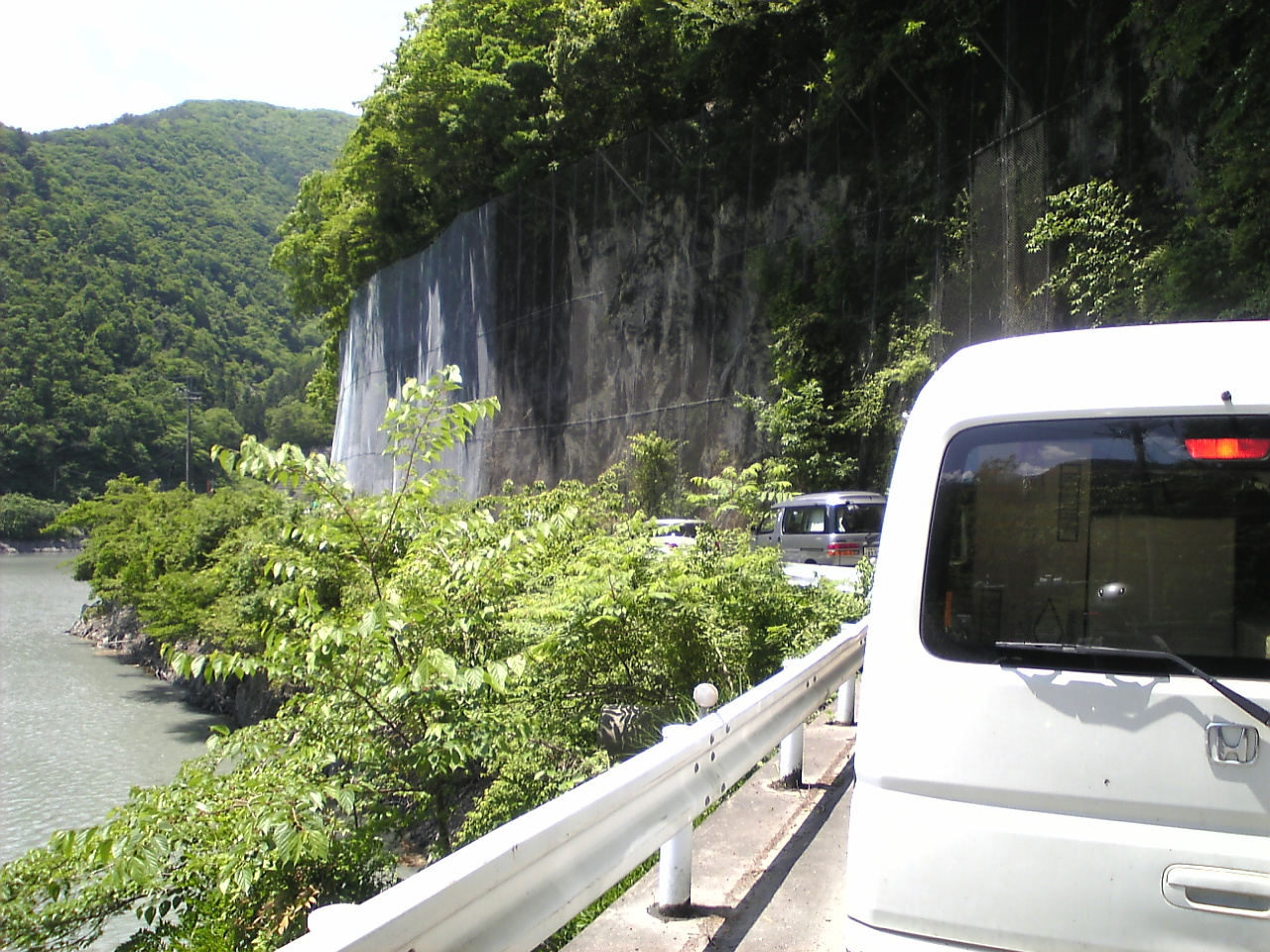
雨畑湖沿いの様子（2010年6月）

山梨県道810号雨畑大島線（やまなしけんどう810ごう あめはたおおしません）は、山梨県南巨摩郡早川町を起点・終点とする一般県道である。

## 概要

### 路線データ
- 起点：山梨県南巨摩郡早川町雨畑（井川雨畑林道に接続）
- 終点：山梨県南巨摩郡早川町大島（山梨県道37号南アルプス公園線に接続）

## 通過する自治体
- 山梨県南巨摩郡早川町

## 周辺
- 硯島郵便局
- 硯の里キャンプ場
- 雨畑ダム
- 見神の滝